# 忍法創世記
『忍法創世記』（にんぽうそうせいき）は、山田風太郎の時代小説。1969年に発表され、2001年に単行本が出版された忍法帖シリーズの一作。シリーズ第26長編。

## 概要
伊賀に忍法、柳生に剣法が生まれた由来を描く物語。忍法帖シリーズの中では時系列が最も古い。
作中で「三種の神器」に触れている。小学館文庫版解説の縄田一男は「テーマが「三種の神器」争奪なので、それが長らく単行本化されなかった理由」と見ている。

## あらすじ
室町幕府南北朝時代。大和の柳生一族と伊賀の服部一族はいがみ合いを終わらせるべく、三兄弟と三姉妹を娶せて両家合体をなそうとしていた。だがそこに足利の剣士「大塔衆」が、柳生に救援を求めて来て、南朝から三種の神器を奪うため剣法を伝える。かたや伊賀には楠木の忍者「菊水党」が訪れ、神器強奪を防ぐための忍法を伝える。柳生三兄弟と服部三姉妹は神器をめぐる戦いに巻き込まれることになった。三兄弟と三姉妹はいずれも両想いであり、三人のうち一人は相手側の技を学ぶも、ついには三兄弟と三姉妹に分かれて争うことになってしまう。

## 登場人物

### 伊賀服部郷の住人
- 服部半阿弥（はっとり はんあみ） - 服部郷の領主。
- 双羽（もろは） - 服部半阿弥の孫娘・長女。後醍醐天皇より賜った家宝の首飾り「碧玉の勾玉」を持つ。忍法おぼろ月は、相手の脳裏に自分の裸体を投影する。
- 環（たまき） - 服部半阿弥の孫娘・次女。忍法夕張月は、対峙した男性を急激に射精させる。
- お鏡（おきょう） - 服部半阿弥の孫娘・三女。柳生又十郎についていき、剣法を学ぶ。楠木正成伝来の「菊水の鏡」をもつ。
- 宇波帆平（うなみ はんぺい）、木ノ目周助（きのめ しゅうすけ）、大弓銀平次（おおゆみ ぎんへいじ） - 服部郷の地侍。服部家で最も剣の腕が立つが、忍法の才能は無い。

### 柳生庄の郷士
- 石刀自（せきとじ） - 柳生の庄の主である老婆。
- 柳生舟馬（やぎゅう しゅうま） - 石刀自の孫・長男。鈍重。
- 柳生七兵衛（やぎゅう しちべえ） - 石刀自の孫・次男。隻眼。ほぼ我流の剣士。大塔の宮伝来の名刀「金剛丸」をもつ。服部家の婿となり忍法を学ぶ。忍法伊賀の水月は、百発百中の射精水鉄砲である。
- 柳生又十郎（やぎゅう またじゅうろう） - 石刀自の孫・三男。美少年。女だけには強い男で、「女の裸を見ると強くなる」妖剣を使う。

### 足利幕府
- 足利義満 - 第3代将軍。天衣無縫。皇位を狙う。33歳。
- 細川武蔵守頼之 - 幕府管領。北朝を補佐する幕府としてふるまいつつ、南北朝の支配と神器の争奪を謀る。
- 服部世阿弥 - 足利家の能楽師。父は観阿弥。服部半阿弥の甥。南朝楠木系・菊水党の司令官。のちに芸道を大成し『風姿花伝』を執筆。
- 中条兵庫頭長秀 - 中条流の開祖にして、本邦剣術流派の祖といえる大剣士。将軍足利義満の剣法師範。北朝後醍醐系・大塔衆の司令官。

### 菊水党
南朝系の組織。楠木正儀の残党。正儀が南朝を裏切って北朝に降った罪滅ぼしのため、南朝のために動く。伊賀の地に忍法を伝える。7人いる。神器を守りたい。

### 大塔衆
後醍醐天皇の皇子・大塔の宮護良親王の血を引く秘密傍系の一派。姫は後醍醐南朝の系譜だが、仕える剣士は中条兵庫頭の弟子（北朝足利系）。柳生の地に剣法を伝える。姫の配下に7人いる。いずれは京の傀儡となるであろう南朝から、事前に神器を奪い取りたい。
- 牢の姫宮（ろうのひめみや） - 大塔の宮護良親王の曾孫娘。幸姫（こうひめ）ともいう。15歳位。中条兵庫頭すら手においかねるほどの天才剣士。

## 目録
1.  伊賀と柳生の結婚式
2.  梅花しとね合戦
3.  桃香野の勝敗
4.  中条兵庫頭
5.  悲願大塔衆
6.  悲願菊水党
7.  柳生郷関を出づ
8.  忍法伊賀を胎とす
9.  柳生先史時代
10. この将軍この宰相
11. 神器論
12. 伊賀流創世時代
13. 花の御所
14. 豆を焚く詩
15. 忍剣第一勝負
16. 京の五条の橋の下
17. 忍剣第二勝負
18. 京の五条の橋の上
19. 忍剣第三勝負
20. 忍奴
21. 大命逃るべからず
22. 逢うは別れの
23. 南北
24. くノ一、神器を護れ
25. 大塔衆笄玄之丞
26. 菊水党八葉寺隼人
27. 大吉野
28. 天界魔界
29. 死人剣の姫宮
30. 菊水党猪丸塔五郎
31. 大塔衆網戸天杖
32. 如意輪堂悲歌
33. 大塔兵斎 ● 菊水監物
34. 勾玉かくし平
35. 国栖哀歌
36. 南山巡狩録
37. 歌書よりも忍書に悲し
39. 嵐のあと
40. 虚天平安
41. 秘すれば花

## 書誌情報
- 忍法創世記（出版芸術社 2001年）
- 忍法創世記（小学館文庫 2005年）